# Keram Malicki-Sánchez
Keram Malicki-Sánchez est un acteur canadien, né le 14 mai 1974 à Toronto au Canada.

## Filmographie

### Cinéma

#### Court métrage
- 1988 : Clifford's Fun with Letters (vidéo) de Kate Shepherd (voix)
- 2002 : Something in Between de Zackary Adler : Jon Talents
- 2005 : Queen West de Mark Montefiore : Ross

#### Long métrage
- 1985 : Eleni de Peter Yates : frère de Nick
- 1994 : Boulevard de Penelope Buitenhuis : sœur
- 1994 : Intervention immédiate (No Contest) : Cal
- 1995 : Skin Deep de Midi Onodera : Chris Black
- 1998 : American History X de Tony Kaye : Chris
- 1999 : Drive Me Crazy de John Schultz : Rupert
- 2000 : Cherry Falls de Geoffrey Wright : Timmy
- 2001 : American Campers (Happy Campers) de Daniel Waters : Jasper
- 2001 : Sexy/Crazy (Crazy/Beautiful) de John Stockwell : Foster
- 2002 : John Q de Nick Cassavetes : Freddy B.
- 2002 : Global Heresy (Rock my world) de Sidney J. Furie : Flit
- 2003 : The Tulse Luper Suitcases, Part 1: The Moab Story de Peter Greenaway : Virgil de Selincourt
- 2004 : The Tulse Luper Suitcases, Part 2: Vaux to the Sea de Peter Greenaway : Virgil de Selincourt
- 2004 : Les Ex de mon mec (Little Black Book) de Nick Hurran : serveur
- 2005 : Cake de Nisha Ganatra : Frank
- 2007 : Sex and Death 101 de Daniel Waters : Master Bitchslap
- 2008 : Punisher : Zone de guerre (Punisher: War Zone) de Lexi Alexander : Ink
- 2011 : Irvine Welsh's Ecstasy de Rob Heydon : Ally
- 2011 : One Kine Day de Chuck Mitsui : Vegas Mike
- 2013 : Texas Chainsaw 3D de John Luessenhop : Kenny
- 2014 : The Christmas Gamble de Paul Lynch : Manny
- 2014 : Model Home de Patrick Cunningham : Dean

### Télévision

#### Téléfilm
- 1994 : TekWar: TekLab : Mustapha
- 1999 : Late Last Night (en) : Drag Queen

#### Série télévisée
- 1984 : Hangin' In (saison 5, épisode 10 : Christmas Hotline) : George
- 1985 : Comedy Factory (saison 1, épisode 02 : Harry and the Kids) : Philip
- 1985 : Faerie Tale Theatre (saison 4, épisode 03 : The Pied Piper of Hamelin) : Willie / Lame Boy
- 1987 : Amerika (mini-série) : jeune Caleb
  - (saison 1, épisode 03 : Part III)
  - (saison 1, épisode 05 : Part V)
  - (saison 1, épisode 07 : Part VII)
- 1987 : Les Crados (Garbage Pail Kids) : voix
  - (saison 1, épisode 04 : Oops! The Disaster Movie/The House That Dripped Crud)
  - (saison 1, épisode 10 : The Unmeationables/Heartless Hal)
  - (saison 1, épisode 11 : The Pink Cat's Eye/A Rhyme in Time)
  - (saison 1, épisode 12 : Shirley Dimples/The Land of Odd)
- 1987 : À nous deux, Manhattan (I'll Take Manhattan) (mini-série, 13 épisodes) : Justin Amberville (enfant)
- 1988 : Zardip's Search for Healthy Wellness : Zardip
- 1988 : Summer Storm (mini-série) : Joey
- 1988 : Street Legal (en) (saison 3, épisode 05 : The Homecoming) : Tom Prouse
- 1988 : Ray Bradbury présente (saison 2, épisode 03 : The Emissary) : Martin
- 1988 - 1989 : Vendredi 13 (Friday the 13th: The Series) :
  - (saison 1, épisode 26 : Le Vase du souvenir) : Peter Marshak
  - (saison 2, épisode 18 : A Friend to the End) : Ricky
- 1989 - 1990 : War of the Worlds : Ceeto
  - (saison 2, épisode 07 : Loving the Alien)
  - (saison 2, épisode 20 : The Obelisk)
- 1991 : Rintintin junior (Katts and Dog ou Rin Tin Tin: K-9 Cop) (saison 4, épisode 16 : Big Man on Campus)
- 1992 - 1993 : Catwalk (8 épisodes) : Johnny Camden
- 1993 - 1996 : Ready or Not : Lizard
  - (saison 1, épisode 12 : Wild Life)
  - (saison 2, épisode 09 : Dear Troy)
  - (saison 3, épisode 04 : Under One Roof)
  - (saison 4, épisode 03 : Where Do I Belong?)
- 1995 : Alice et les Hardy Boys : Homeless Kid / Clerk
  - (saison 1, épisode 01 : Welcome to the Callisto) : Clerk
  - (saison 1, épisode 11 : Who's Hot, Who's Not) : Homeless Kid
- 1999 : Urgences (ER) (saison 6, épisode 02 : Derniers Sacrements) : Rick
- 1999 : Buffy contre les vampires (Buffy the Vampire Slayer) (saison 3, épisode 18 : Voix intérieures) : Freddy Iverson
- 1999 : Les Dessous de Palm Beach (Silk Stalkings) (saison 8, épisode 19 : Chapeau melon et masques de cuir) : Lyn Moncrief / Monk
- 1999 : L.A. Docs (saison 1, épisode 13 : Been There, Done That) : Alex Atcheson
- 2001 : 24 Heures chrono (24) (saison 1, épisode 03 : 2h00 - 3h00) : Larry Rogow
- 2003 : Le Protecteur (The Guardian) (saison 3, épisode 05 : L'Ami intime) : Lucas Farr
- 2004 : The Jane Show (saison 1, épisode 01 : Pilot) : Iggy
- 2004 : Les Experts (CSI: Crime Scene Investigation) (saison 4, épisode 85 : Triste clown) : Jamal
- 2005 : FBI : Portés disparus (Without a Trace) (saison 3, épisode 15 : Riche, belle et célèbre) : Scott
- 2006 : The L Word : Chase
  - (saison 3, épisode 03 : Léger décalage)
  - (saison 3, épisode 04 : Laborieux dilemme)
  - (saison 3, épisode 05 : Lindsey 76)
- 2007 : Saving Grace (saison 1, épisode 09 : Le Langage des anges) : Razor
- 2011 : Charlie's Angels (saison 1, épisode 06 : Vengeance Tardive) : Lee Bowen
- 2011 : Le Fou de l'hôtel (Endgame) (saison 1, épisode 01 : Coups d'envoi) : Naveed
- 2012 : True Blood : Elijah Stormer
  - (saison 5, épisode 09 : Tout le monde veut régir le monde)
  - (saison 5, épisode 10 : La Fin d'une époque)
- 2012 : Flashpoint (saison 5, épisode 03 : Changer les choses) : Pete Joris
- 2012 : Mentalist (The Mentalist) (saison 4, épisode 22 : Chasse au trésor) : Tookie